# Convoi HX 45
Le convoi HX 45 est un convoi passant dans l'Atlantique nord, pendant la Seconde Guerre mondiale. Il part de Halifax au Canada le 24 mai 1940 pour différents ports du Royaume-Uni et de la France. Il arrive à Liverpool le 8 juin 1940.

## Composition du convoi
Ce convoi est constitué de 63 cargos :
- Royaume-Uni : 39 cargos
- États-Unis : 5 cargos
- France : 2 cargos
- Norvège : 11 cargos
- Panama : 1 cargo
- Grèce : 4 cargos
- Suède : 1 cargo

33 cargos viennent d'un convoi provenant des Bermudes escorté par le HMS Rajputana (en).

## L'escorte
Ce convoi est escorté en début de parcours par :
- les destroyers canadiens : NCSM Saguenay, HMCS Restigouche, HMCS St. Laurent et NCSM Skeena
- Un croiseur auxiliaire britannique : HMS Voltaire

## Le voyage
Le HMCS St. Laurent rentre le jour du départ suivi des autres destroyers canadiens le 25 mai. Le HMS Voltaire continue seul jusqu'au 4 juin. 
L'escorte varie à l'arrivée.
| Navire         | Date de début de l'escorte | Date de fin d'escorte |
| -------------- | -------------------------- | --------------------- |
| HMS Hibiscus   | 7 juin 1940                | 8 juin 1940           |
| HMS Periwinkle | 5 juin 1940                | 6 juin 1940           |
| HMS Sandwich   | 5 juin 1940                | 7 juin 1940           |

Le convoi arrive sans problème.